# Gnaphosa poonaensis
Gnaphosa poonaensis är en spindelart som beskrevs av Benoy Krishna Tikader 1973. Gnaphosa poonaensis ingår i släktet Gnaphosa och familjen plattbuksspindlar. Inga underarter finns listade i Catalogue of Life.